# Shinsaibashi

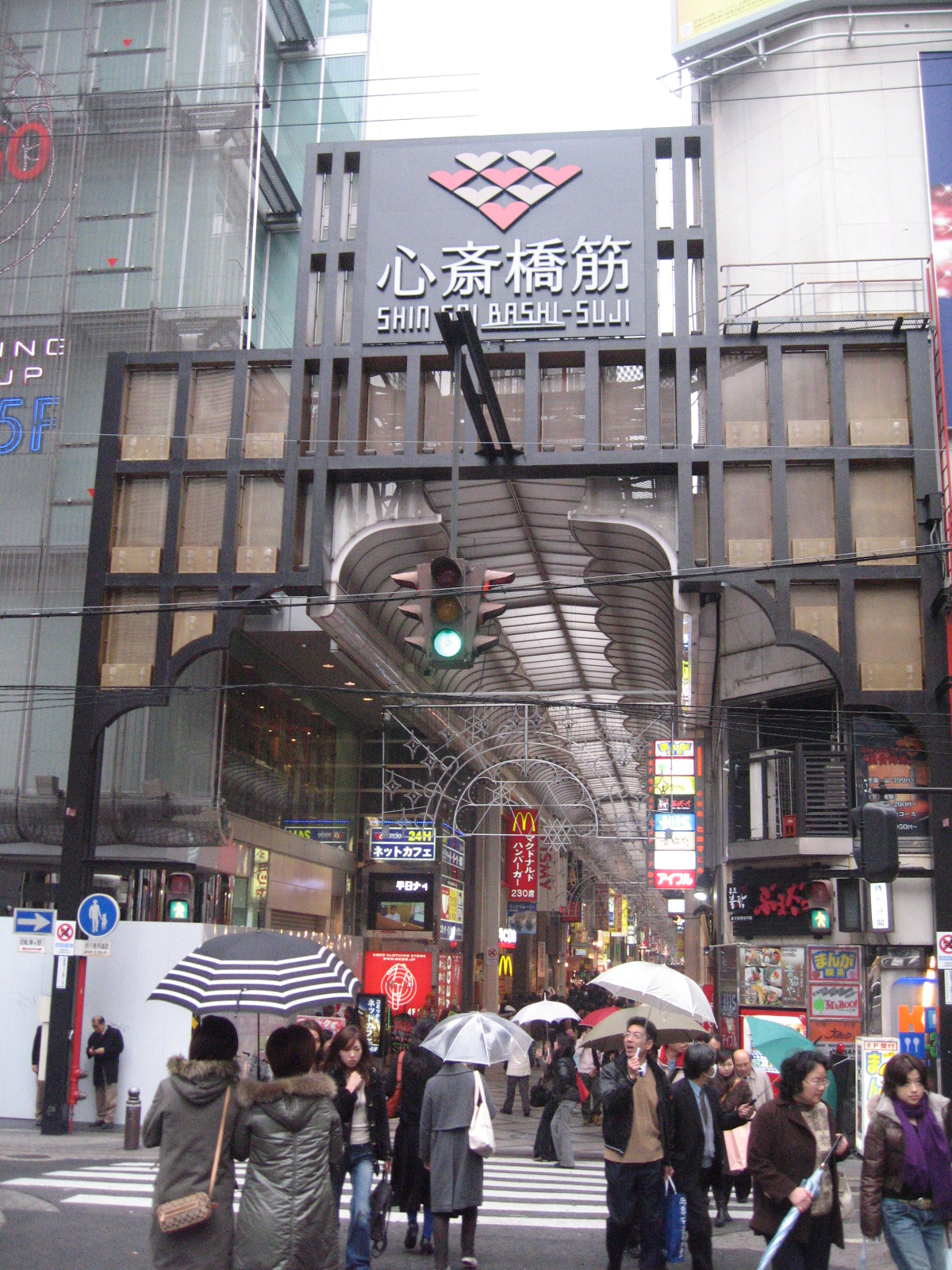

Shinsaibashi (japonés: 心斎橋) es un distrito en el barrio de Chuo-ku en la ciudad de Osaka, Japón, la cual es la principal zona de tiendas. Se centra en Shinsaibashi-suji, una calle cubierta, que se encuentra al norte de Dōtonbori y al este de la calle Mido-suji. Al oeste de esa calle se encuentra Amerika-mura, una zona comercial y centro de la cultura juvenil de Osaka. Grandes tiendas y boutiques se encuentran concentrados alrededor de la zona. Shinsaibashi se puede acceder mediante el metro.

## Establecimientos ubicados en la zona
- Daimaru
- Shinsaibashi-suji
- Sogo
- Tokyu Hands
- Apple Store
- Crysta Nagahori: un centro comercial subterráneo de 81,765 metros cuadrados.
- Entrenador
- Dior
- Harry Winston
- Chanel
- Cartier
- Versace
- Armani
- Fendi
- Givenchy
- Yves Saint-Laurent
- Dunhill
- Louis Vuitton
- Gucci
- Zara
- BVLGARI
- Samantha Thavasa

## Estaciones del metro
- Shinsaibashi Station (心斎橋駅)
- Midosuji Line (M19, 御堂筋線)
- Nagahori Tsurumi-ryokuchi Line (N15, 長堀鶴見緑地線)
- Yotsubashi Line Yotsubashi Station (Y14, 四つ橋線四ツ橋駅)